# Matze Rossi

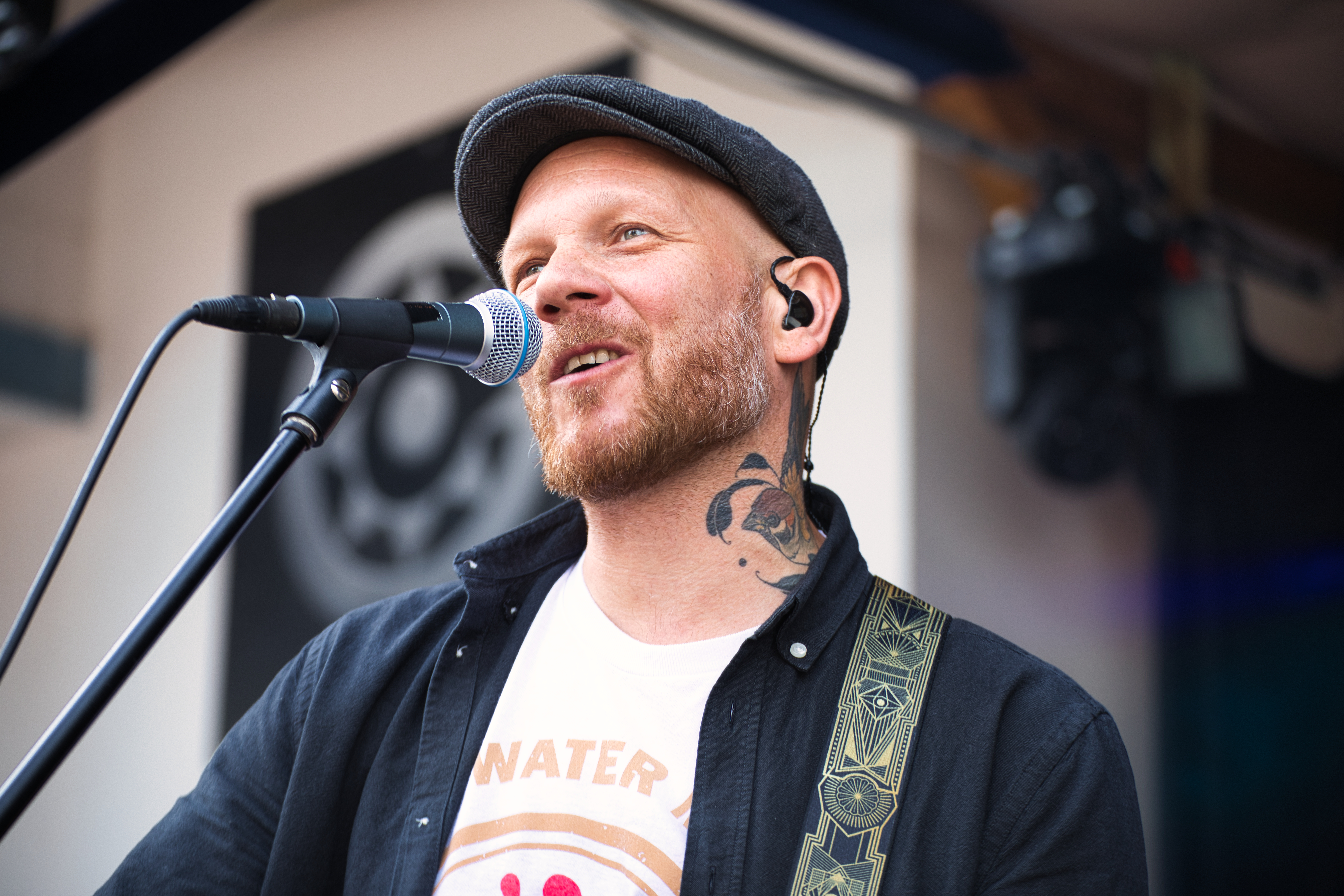
Matze Rossi Orange Blossom Special Festival, 2022

Matze Rossi (* 17. März 1977 in Schweinfurt; bürgerlich: Matthias Nürnberger), auf den ersten Alben noch Senore Matze Rossi, ist ein deutschsprachiger Sänger und Songwriter und ehemaliger Gitarrist und Sänger der Punk-Rock-Band Tagtraum.

## Leben
Matze Rossi sammelte bereits als Mitglied von Tagtraum Lieder, die er für die Band als nicht geeignet empfand, und spielte vereinzelt Konzerte ab 2003. Er veröffentlichte 7 Stücke auf seinem ersten Soloalbum solo(w) boy, so-low . Tagtraum löste sich 2006 auf und Matze Rossi brachte sein zweites Album und wann kommst du aus deinem Versteck… heraus.

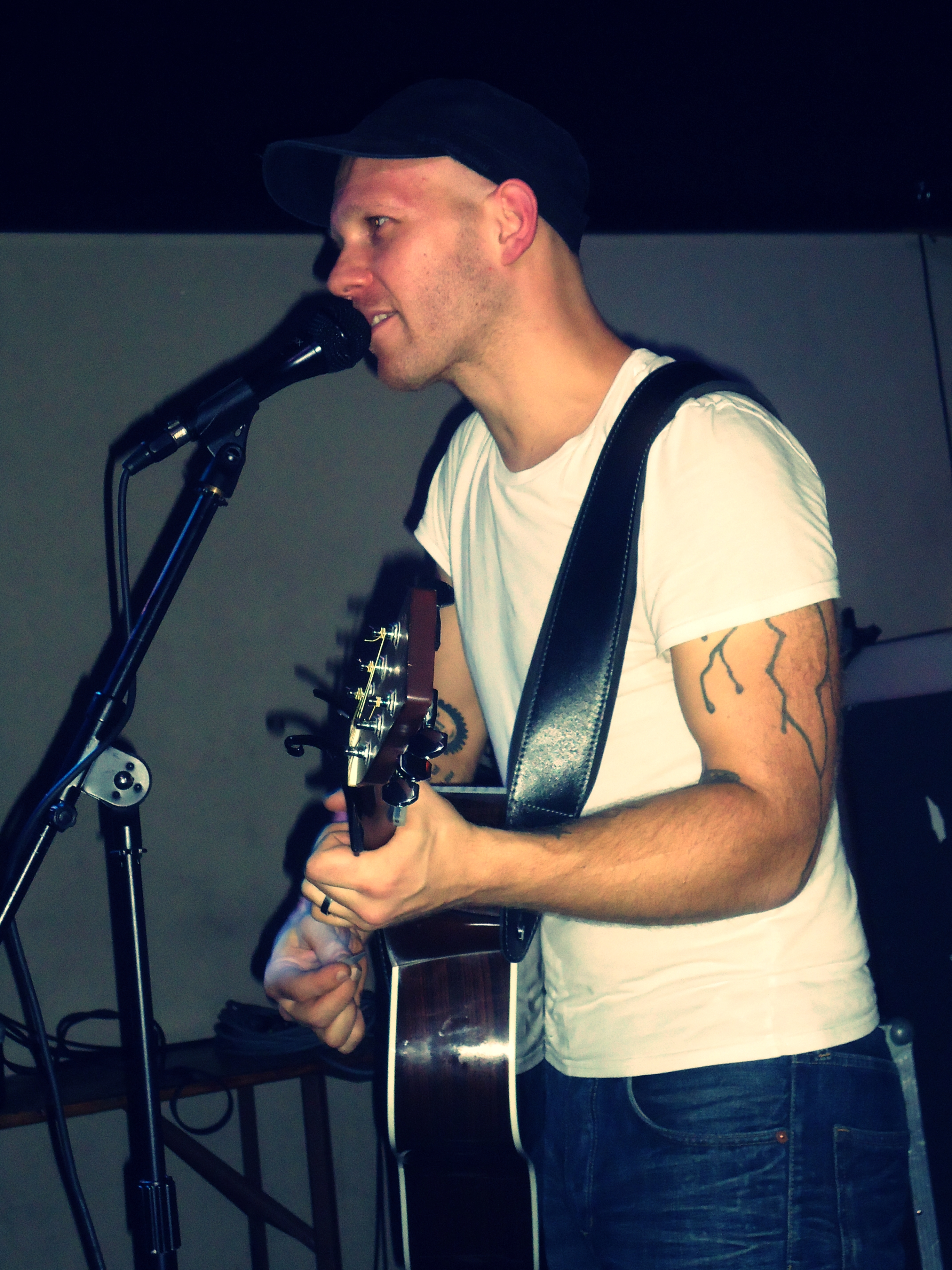
Matze Rossi im Kölner Rubin Rot, 2010

Nach einer Reihe Konzerte zur neuen CD in ganz Deutschland gründete Matze Rossi Ende 2006 mit Freunden die Begleitband Gaston. Zusammen mit ihnen nahm er sein drittes Album …Und wie geht es deinen Damönen? auf, das 2008 veröffentlicht wurde. Neben Akustikgitarren, E-Gitarren, Bass, Schlagzeug, Rhodes-Piano, Klavier und Percussiongeräten kamen dabei auch Topfdeckel, Heizungskörper, Kehrbesen, eine Schreibmaschine sowie diverse andere Haushaltsgegenstände zum Einsatz. Konzerte spielte Rossi abwechselnd mit Begleitband oder solo mit Akustikgitarre und Mundharmonika.
Ab 2010 erschienen drei Online-EPs mit dem Titel Vier Geschichten von Geistern, Mädchen, Elefanten und Schildkröten, die mit der Unterstützung der Band Gaston eingespielt wurden.
2011 trennte sich Matze Rossi von seiner Band. Im Sommer 2014 erschien das selbstproduzierte Album Und jetzt Licht, bitte auf dem eigenen Label „Dancing In The Dark Records“. 2014 und 2015 gab Rossi vermehrt Konzerte, 2016 erschien sein Album Ich fange Feuer.

## Diskografie

### Alben
- 2004 – solo(w) boy, so-low
- 2006 – Und wann kommst du aus deinem Versteck…?
- 2008 – …Und wie geht es deinen Dämonen?
- 2014 – Und Jetzt Licht, bitte!!!
- 2016 – Ich fange Feuer
- 2021 – Wofür schlägt Dein Herz (End Hits Records)
- 2025 – Wunder.punkt

### Online-EPs
- 2007 – Ich hoffe, dass du findest was du suchst
- 2010 – Vier Geschichten von Geistern, Mädchen, Elefanten und Schildkröten
- 2011 – Vier Geschichten von Veränderung, Maschinen, einer Liebe und warum aus mir und meinen Freunden nichts mehr werden kann

### Live-Alben
- 2012 – Senore Matze Rossi – live at lala studios

- 2018 – Musik ist der wärmste Mantel